# Sutrina
Sutrina é um género botânico pertencente à família das orquídeas (Orchidaceae).